# Большой Бостон

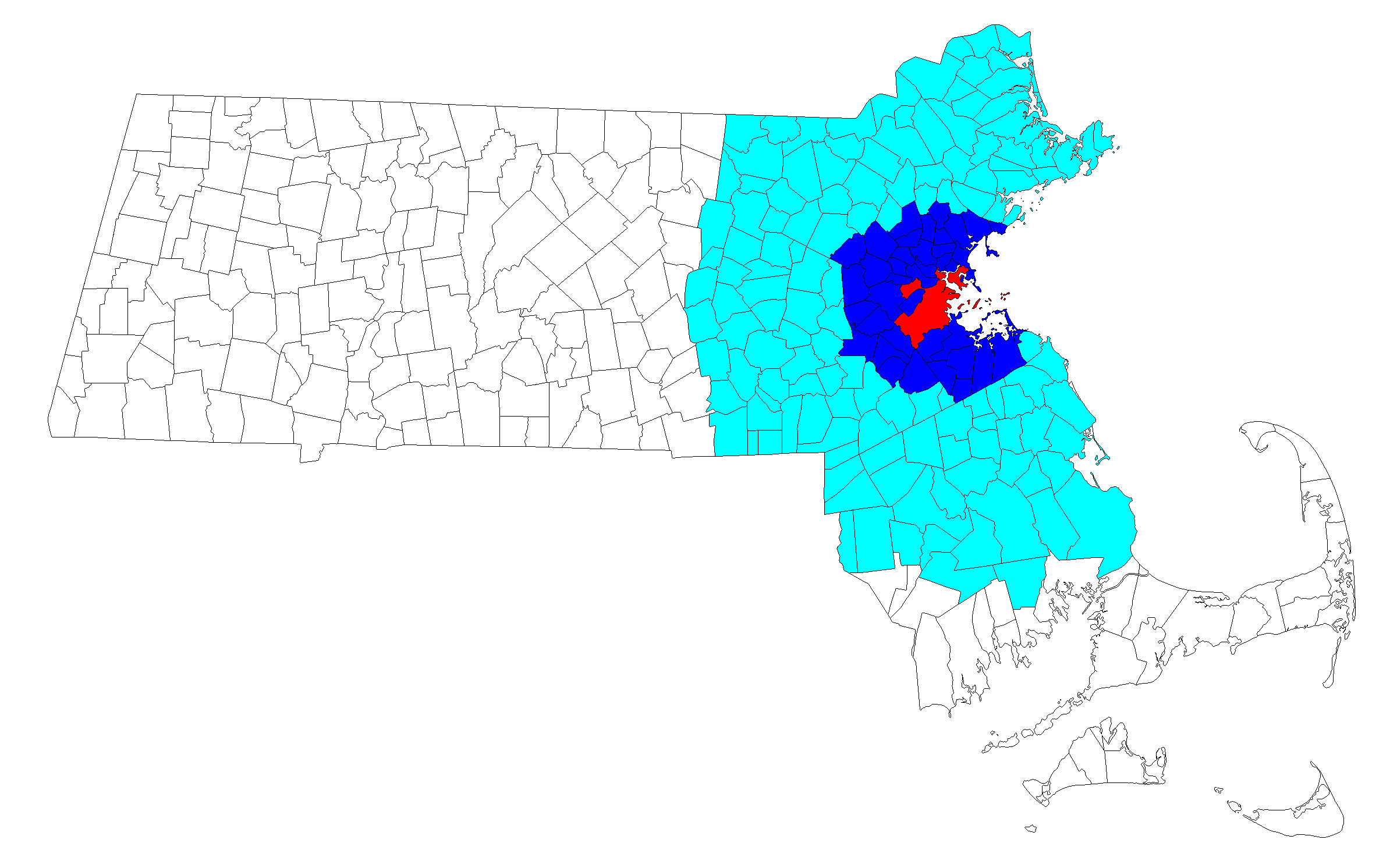
Бостон, Метро-Бостон, Бостонская агломерация

Большой Бостон, Бостонская агломерация (англ. Greater Boston, Metro Boston) — городская агломерация на территории Новой Англии (США).
Согласно переписи 2012 года, население самого города, двадцатого по количеству населения в стране, всего 636 тыс. жителей.
Тем не менее, численность населения всей области Бостона, включая Кембридж, Бруклайн, Куинси и другие пригороды, превышает 5,8 миллиона, в зависимости от подсчёта, количество жителей агломерации составляет от 4,5 до 8 млн.
Бостон с пригородами входит в десятку самых больших городов в США и в пятьдесят самых больших городов мира.
В США иногда выделяют Метро-Бостон и собственно Большой Бостон. В них включаются пригороды и города-спутники Бостона в Массачусетсе, либо территория расширяется до Манчестера в долине реки Мерримак на севере, Вустера на западе, Провиденса (Род-Айленд) на юге и основания полуострова Кейп-Код на юго-востоке, занимая территорию трёх штатов.
Бостонская агломерация — не только одна из важнейших территорий США в экономическом отношении (в ней расположены штаб-квартиры многих крупных компаний), но и одна из самых старейших территорий в стране, освоенных европейскими переселенцами. К примеру, Плимут является старейшим поселением англичан в Новой Англии.

## Демография и население
| 1850 год — | 650 357   | человек.  |
| 1860 год — | 830 998   | человек.  |
| 1870 год — | 978 346   | человек.  |
| 1880 год — | 1 205 439 | человек.  |
| 1890 год — | 1 515 684 | человека. |
| 1900 год — | 1 890 122 | человека. |
| 1910 год — | 2 260 762 | человека. |
| 1920 год — | 2 563 123 | человека. |
| 1930 год — | 2 866 567 | человек.  |
| 1940 год — | 2 926 650 | человек.  |
| 1950 год — | 3 186 970 | человек.  |
| 1960 год — | 3 516 435 | человек.  |
| 1970 год — | 3 918 092 | человека. |
| 1980 год — | 3 938 585 | человек.  |
| 1990 год — | 4 133 895 | человек.  |
| 2000 год — | 4 391 344 | человека. |
| 2010 год — | 4 552 402 | человека. |
| 2014 год — | 4 732 161 | человек.  |
| 2018 год — | 4 873 019 | человек.  |

## Метропольный ареал Большого Бостона
Большой Бостон является зоной, управляемой Советом планирования метропольного ареала..
Эта организация была создана легислатурой Массачусетса для контроля за транспортной инфраструктурой и проблемами экономического развития Большого Бостона. Совет планирования управляет 101 городом, которые группируются в 8 макрорегионов. Эти регионы включают в себя большую часть области в пределах внешней окружной дороги региона, I-495. Население Метропольной зоны составляет около 5 415 000 человек или 68 % от всей численности населения штата Массачусетс на площади в 1422 квадратных мили (3680 кв. км).